# Atenció a la dependència a Cantàbria
L'atenció a la dependència a Cantàbria va ocupar-se a nivell de disposicions normatives de manera exclusiva a l'atenció a les persones dependents anys abans de la llei estatal de dependència.

## Abans de la llei de dependència
La Llei 5/1992, de 27 de maig, d'Acció Social ja feia referència a la dependència amb les prestacions econòmiques complementàries dels serveis socials establides en l'article 11.
La Llei 6/2001, de 20 de novembre, de Protecció a les Persones Dependents donava una definició d'allò que considerava dependència funcional en l'article 3.

## Després de la llei de dependència
Amb l'Ordre SAN/26/2007, de 7 de maig, es regulà el procediment el procediment per al reconeixement de la situació de dependència. També establia que els infractors podien tindre les prestacions concedides revisades.